# Aglais consentanea
Aglais consentanea är en fjärilsart som beskrevs av Jachontov 1906. Aglais consentanea ingår i släktet Aglais och familjen praktfjärilar. Inga underarter finns listade i Catalogue of Life.